# Hunter Doohan
Hunter Doohan (nascido em 18 de janeiro de 1994) é um ator, escritor e diretor norte-americano. Ele é mais conhecido por seus papéis nas séries de televisão Your Honor (2020), Wednesday (2022) e Daredevil: Born Again (2025).

## Vida e carreira
Doohan é filho do tenista australiano Peter Doohan (1961–2017) e Angie Harper Carmichael. Ele cresceu "por todo o sul", mas principalmente em Fort Smith, Arkansas. Ele se interessou por atuar por meio de programas de teatro comunitário e do ensino médio; depois do ensino médio, ele fez um estágio na Elizabeth Barnes Casting em Los Angeles antes de trabalhar em uma variedade de empregos diários, incluindo figurante, garçom e guia turístico da Universal Studios enquanto estudava atuação e fazia testes para papéis.
O papel de destaque de Doohan foi interpretar a versão mais jovem do personagem Warren Cave de Aaron Paul na primeira temporada da série Truth Be Told da Apple TV+ de 2019. Em 2020, ele apareceu com um papel principal na série de drama jurídico Your Honor, interpretando Adam Desiato. Em 2022, ele interpretou Tyler Galpin na série Wednesday da Netflix.

## Vida pessoal
Doohan, que é gay, é casado com o produtor Fielder Jewett desde junho de 2022. Ele tem um irmão mais velho, que é treinador de tênis.

## Filmografia

### Cinema
| Ano  | Título                        | Personagem               | Notas          |
| ---- | ----------------------------- | ------------------------ | -------------- |
| 2012 | Lost Pursuit                  | Sonhador                 | Curta-metragem |
| 2013 | Grace                         | Tom                      | Curta-metragem |
| 2014 | Rhonda and Ruby               | Damon                    | Curta-metragem |
| 2015 | It's Supposed to be Healthy   | Josh                     | Curta-metragem |
| 2016 | Mosh Opera                    | Robbie                   | Curta-metragem |
| 2017 | Far from the Tree             | Ator, escritor e diretor | Curta-metragem |
| 2017 | Step Into: Miss Laura's       | Levi                     | Curta-metragem |
| 2018 | Dirty Bomb                    | Robert                   | Curta-metragem |
| 2018 | Soundwave                     | Ben Boyles               |                |
| 2019 | Where We Disappear            | Ivan                     |                |
| 2021 | Last Patrol on Okinawa        | Pvt Jimmy Fish Morris    | Curta-metragem |
| 2022 | Ringing Rocks                 | Anson                    | Curta-metragem |
| 2023 | Free Bench Must Pick Up Today | George                   | Curta-metragem |
| 2026 | Evil Dead Burn                | ASA                      | Filmando       |
|      | The Wilderness                | Ator                     |                |

### Televisão
| Ano           | Título                  | Personagem                                     | Notas                          |
| ------------- | ----------------------- | ---------------------------------------------- | ------------------------------ |
| 2015          | The Other Client List   | Tyler                                          | Episódio: "Responsible Bianca" |
| 2015          | Coffee House Chronicles | Owen                                           | Episódio: "Jail Bait"          |
| 2018          | Westworld               | Escoteiro Confederado                          | Episódio: "Virtù e Fortuna"    |
| 2018          | Cagney and Lacey        | Sean Ward                                      | Telefilme                      |
| 2019          | Schooled                | Matt Ryan                                      | Episódio: "Be Like Mike"       |
| 2019–2020     | Truth Be Told           | adolescente Warren Cave                        | 8 episódios                    |
| 2019          | What/If                 | Tyler                                          | Episódio: "What Ghosts"        |
| 2020–2021     | Your Honor              | Adam Desiato                                   | 10 episódios                   |
| 2022–presente | Wednesday               | Tyler Galpin / Hyde                            | Papel principal; 8 episódios   |
| 2025          | Daredevil: Born Again   | Bastian Cooper / Papel recorrente; 5 episódios | Papel recorrente; 5 episódios  |